# Arado Ar 197

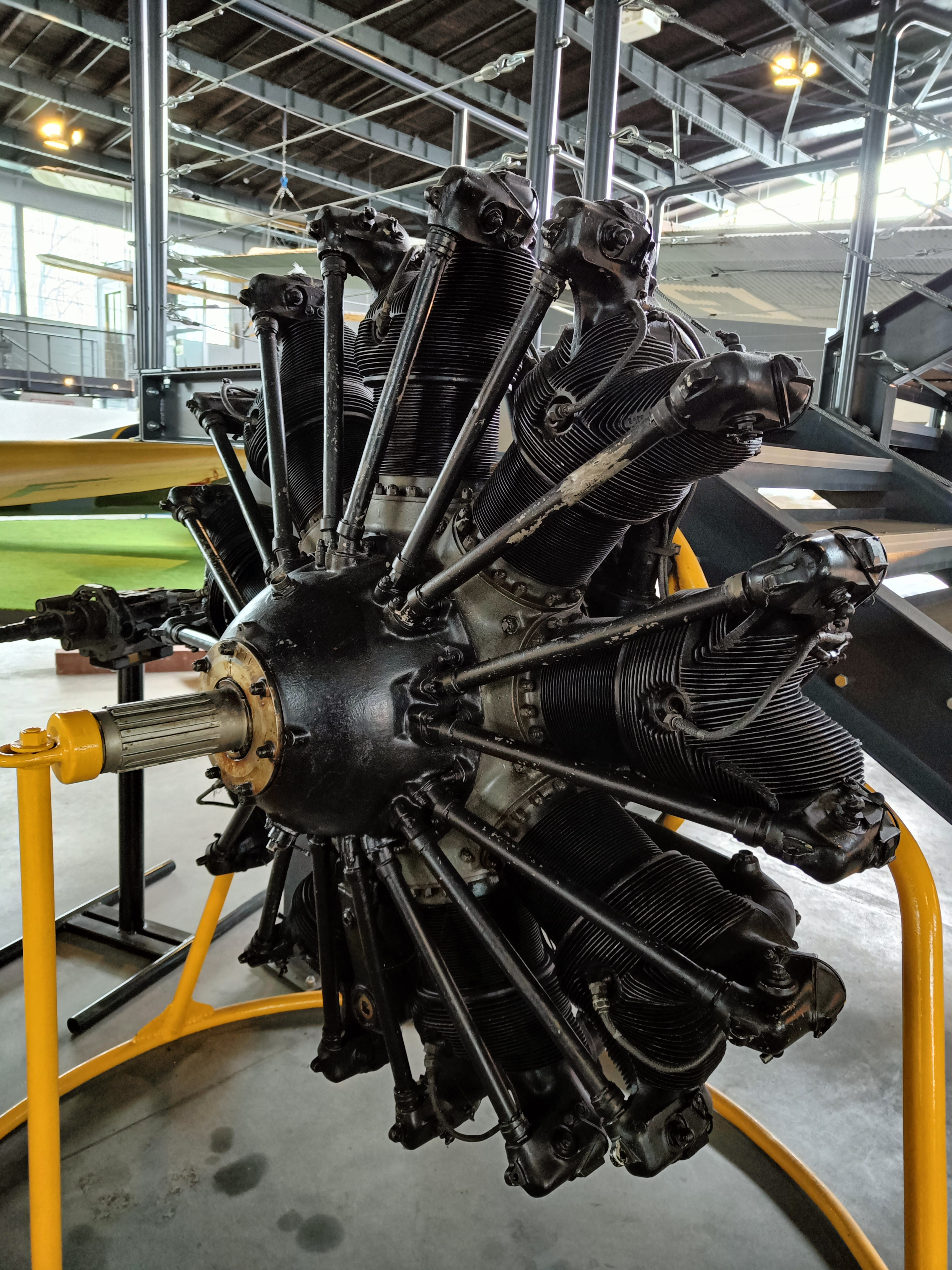
Silnik BMW 132 eksponowany w MLP w Krakowie

Arado Ar 197 – niemiecki dwupłatowiec z czasów II wojny światowej.

## Historia
Prace nad opracowaniem myśliwca pokładowego dla lotniskowca "Graf Zeppelin" firma Arado rozpoczęła w 1936 r. Za punkt wyjścia do nowej konstrukcji przyjęto wcześniej opracowaną maszynę Arado Ar 68. W prototypie Ar 197 V1 (o znakach rejestracyjnych D-ITSE) zastosowano silnik rzędowy Daimler-Benz DB 600 V o mocy 910 KM z trójłopatowym śmigłem o przestawnym skoku. Jego oblotu dokonano w 1937 r. w Warnemünde. Prototyp V2 (D-IVLE) został wyposażony w silnik gwiazdowy BMW 132 J o mocy 815 KM. W prototypie V3 zamontowano silnik gwiazdowy BMW 132Dc o mocy 880 KM. Ten egzemplarz miał również możliwość przenoszenia dodatkowego zbiornika paliwa, został również uzbrojony w dwa działka MG FF 20 mm w górnym skrzydle (z zapasem 60. pocisków) i w dwa stałe karabiny maszynowe MG 17 7,9 mm w kadłubie. Samolot mógł przenosić cztery 50-kilogramowe bomby SC50.
Z uwagi na osiągi poniżej oczekiwań program rozwoju Ar 197 został zarzucony na rzecz Bf 109T. Zbudowano jedynie trzy egzemplarze prototypowe.

## Konstrukcja
Dwupłatowy samolot myśliwski przeznaczony do operowania z pokładu lotniskowca. Kadłub o przekroju owalnym, w przedniej części kryty blachą, dalej płótnem. Kabina pilota zakryta. Skrzydła o różnej rozpiętości, komora płatów wzmocniona zastrzałami w kształcie litery N. Oba płaty były wyposażone w lotki kryte płótnem. Podwozie stałe z kółkiem ogonowym i hakiem do lądowania na lotniskowcu. W przypadku wodowania pilot miał możliwość odstrzelenia podwozia. 